# Bảo tàng Vùng đất Wiśnicz ở Nowy Wiśnicz
Bảo tàng Vùng đất Wiśnicz ở Nowy Wiśnicz (tiếng Ba Lan: Muzeum Ziemi Wiśnickiej w Nowym Wiśniczu) là một bảo tàng tọa lạc tại số 13 Phố Zamkowa, Nowy Wiśnicz, Ba Lan.

## Lược sử hình thành
Bảo tàng Vùng đất Wiśnicz ở Nowy Wiśnicz nằm trong một tòa nhà được xây dựng vào năm 1863, trước đây là nơi đặt một bệnh viện dành cho người nghèo do Stanisław Lubomirski thành lập vào năm 1641. Năm 2002, tòa nhà này được cải tạo để trở thành trụ sở của Bảo tàng.
Bảo tàng cũng trông coi các địa danh sau ở Nowy Wiśnicz:
- Phòng trưng bày Fr. Stanisław Nowak
- Tháp chuông cổ, là một phần của khu phức hợp nhà thờ ở giáo xứ Nowy Wiśnicz
- Phòng trưng bày "Fakt", nằm ở tầng hầm của Tòa thị chính Nowy Wiśnicz

## Triển lãm
Bảo tàng Vùng đất Wiśnicz ở Nowy Wiśnicz hiện trưng bày những kỷ vật lịch sử (tài liệu, sách, và các thứ khác liên quan đến khu vực và Chiến tranh thế giới thứ hai) và các bộ sưu tập nghệ thuật của các nghệ sĩ gắn liền với vùng đất Wiśnicz, bao gồm: Stanisław Klimowski, Fr. Stanisław Nowak, Jan Stasiniewicz (hội họa), Marian Rojek (tranh dân gian), và Czesław Dźwigaj (điêu khắc - thiết kế tượng đài, huy chương, thiết kế kính màu). Ngoài ra, Bảo tàng còn trưng bày các tác phẩm của Nikifor Krynicki.

## Giờ mở cửa
Bảo tàng Vùng đất Wiśnicz ở Nowy Wiśnicz hoạt động quanh năm, mở cửa tất cả các ngày trong tuần trừ thứ Hai trong mùa du lịch (từ tháng Năm đến tháng Mười) và mở cửa từ thứ Ba đến thứ Bảy trong các tháng còn lại. Khách tham quan phải trả phí vào cửa.